# Хамфри, Джон Питерс
Джон Питерс Хамфри (30 апреля 1905 г. — 14 марта 1995 г.) — канадский учёный-правовед, юрист и защитник прав человека. Известен как автор первого проекта Всеобщей декларации прав человека.
Родился в Хэмптоне, Нью-Брансуик, и учился в колледже Атол Мюррей в Нотр-Дам, в школе Ротсей Нетервуд, в университете Маунт-Эллисон в Саквилле, Нью-Брансуик, и в университете Макгилла в Монреале. Он занимался юридической практикой с 1929 по 1936 год, когда поступил на юридический факультет Макгилла. В 1946 году он был назначен первым директором Отдела по правам человека в Секретариате Организации Объединённых Наций, где он был главным составителем Всеобщей декларации прав человека. После консультаций с исполнительной группой Комиссии под председательством Элеоноры Рузвельт профессор Хамфри подготовил первый предварительный проект документа, который должен был стать Всеобщей декларацией прав человека. В ночь на 10 декабря 1948 года Генеральная Ассамблея  единогласно приняла Декларацию, которую Рузвельт назвал «Великой хартией вольностей для всего человечества».
Он оставался в ООН 20 лет. За этот период он руководил выполнением 67 международных конвенций и конституций десятков стран. Работал в таких областях, как свобода прессы, положение женщин и расовая дискриминация. В 1988 году, в 40-ю годовщину Декларации, награда ООН по правам человека была присуждена профессору Хамфри.
Ушёл из ООН в 1966 году, чтобы продолжить свою преподавательскую деятельность в Университете Макгилла. Он оставался активным в продвижении прав человека в Канаде и на международном уровне до его смерти в возрасте 90 лет. Он был директором Международной лиги по правам человека; служил членом Королевской комиссии по положению женщин; часть команды, которая запустила «Amnesty International Canada»; и вместе с коллегами из Университета Макгилла сыграли важную роль в создании Канадского фонда прав человека. Он принимал участие в ряде международных комиссий по расследованию, в том числе в миссии на Филиппины, расследующей нарушения прав человека при Фердинанде Маркосе. В Японии он представлял корейских женщин, вынужденных выступать в качестве секс-рабынь. Он также проводил кампанию за репарацию канадским военнопленным в японском плену.
Среди его многочисленных наград профессор Хамфри был награждён Орденом Канады в 1974 году, «в знак признания его вклада в юридическую науку и его всемирной репутации в области прав человека».
В 1963 году он выдвинул идею Верховного комиссара ООН по правам человека. Хотя изначально эта идея была воспринята весьма позитивно, только через тридцать с лишним лет, под руководством Генерального секретаря Бутроса Бутроса-Гали, офис стал реальностью.
С 1988 года юридический факультет Университета Макгилла проводит лекцию Джона П. Хамфри по правам человека, ежегодную лекцию о роли международного права и организаций в защите прав человека во всем мире.
Премия имени Джона Хамфри за свободу, присуждаемая канадской правозащитной группой «Права и демократия», присуждается ежегодно организациям и частным лицам во всем мире за исключительные достижения в деле поощрения прав человека и демократического развития.